# Robert Addie
Robert Alastair Addie (* 10. Februar 1960 in London; † 20. November 2003 in Cheltenham, Gloucestershire) war ein britischer Schauspieler.

## Leben
Addie besuchte das Marlborough College, welches er im Alter von 16 Jahren verließ, um sich dem National Youth Theatre anzuschließen. Er blieb dort bis 1978. Danach studierte er an der Royal Academy of Dramatic Art (RADA), von der er 1980 abging, um in John Boormans Abenteuerfilm Excalibur die Rolle des Mordred zu verkörpern. Der blonde, blauäugige Schauspieler wurde auch danach häufig in historischen oder aristokratischen Rollen besetzt, zumal er gerade für Abenteuer- und Historienfilme den Vorteil hatte, ein sehr guter Reiter zu sein.
Eine seiner bekanntesten Rollen spielte er als Sir Guy of Gisburne in der britischen Fernsehserie Robin Hood zwischen 1984 und 1986. Im Jahr 1989 beendete Robert vorläufig seine Schauspielkarriere, er lebte danach in Spanien und den Vereinigten Staaten. Mitte der 1990er-Jahre nahm er die Schauspielerei wieder auf. Er spielte danach bis zu seinem frühen Tod in Theaterproduktionen sowie in einer Reihe von Fernsehserien. Mit Ein Ritter in Camelot wirkte er 1998 erneut an einem Stoff rund um die Artus-Legende mit.
Robert war dreimal verheiratet und wurde ebenso oft geschieden. Er hatte drei Kinder: Alexander, Alastair und Kaitlin. Er starb am 20. November 2003 im Alter von 43 Jahren an Lungenkrebs.

## Filmografie (Auswahl)
- 1978: Absolution
- 1981: Billy – Ein junger Mann auf der Suche nach seiner Identität (Barriers, Fernsehserie, 3 Folgen)
- 1981: Bognor (Fernsehserie, 7 Folgen)
- 1981: Excalibur
- 1981: Schmuggler (Smuggler, Miniserie, Folge 1x06)
- 1982: Stalky & Co. (Miniserie, 6 Episoden)
- 1983: All for Love (Fernsehserie, Folge 2x05)
- 1984: Another Country
- 1984: Als Amerika nach Olympia kam (The First Olympics: Athens 1896, Miniserie, 2 Folgen)
- 1984–1986: Robin Hood (Robin of Sherwood, Fernsehserie, 21 Episoden)
- 1985: Dutch Girls (Fernsehfilm)
- 1986: Sherlock Holmes (Fernsehserie, Folge 3x01 Das leere Haus)
- 1987: Ich will Manhattan (I'll Take Manhattan, Miniserie, 2 Folgen)
- 1987: Lost Belongings (Miniserie, 2 Episoden)
- 1987: Wagnis der Liebe (A Hazard of Hearts, Fernsehfilm)
- 1989: Gezinktes Spiel (The Endless Game, Miniserie, Folge 1x01)
- 1989: Red Dwarf (Fernsehserie, Folge 3x05)
- 1989: Wilhelm Tell – Kämpfer der Gerechtigkeit (Crossbow, Fernsehserie, 4 Folgen)
- 1997: Robin Hood (The New Adventures of Robin Hood, Fernsehserie, Folge 2x03)
- 1998: Ein Ritter in Camelot (A Knight in Camelot, Fernsehfilm)
- 1998: Merlin (Miniserie, 2 Folgen)
- 1998: Bugs – Die Spezialisten (Bugs, Fernsehserie, 2 Folgen)
- 1999: Maria – Die heilige Mutter Gottes (Mary, Mother of Jesus, Fernsehfilm)
- 2000: Lorna Doone (Fernsehfilm)
- 2000: Monarch of the Glen (Fernsehserie, Folge 1x01)
- 2001: Intimacy